# Baron Inverclyde

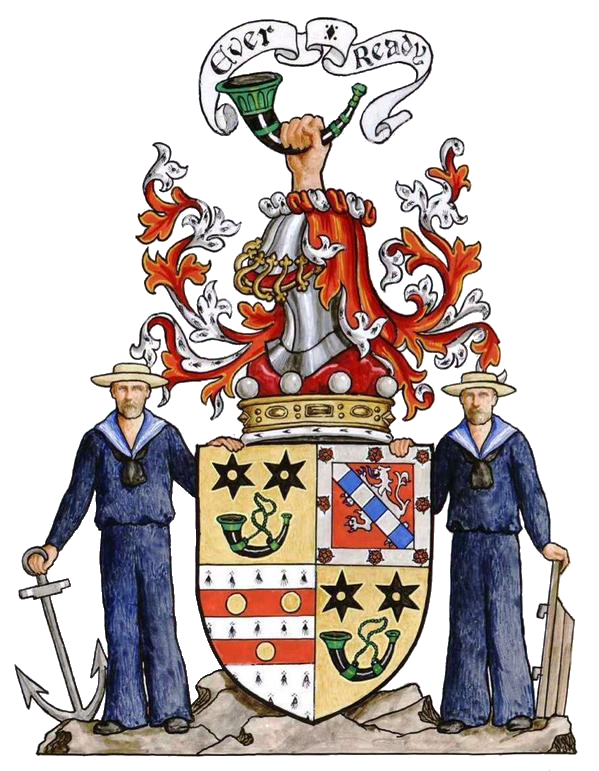
Wappen der Barons Inverclyde

Baron Inverclyde, of Castle Wemyss in the County of Renfrew, war ein erblicher britischer Adelstitel in der Peerage of the United Kingdom.

## Geschichte des Titels
Der Titel wurde am 28. Juli 1897 für den Reeder Sir John Burns, 2. Baronet, geschaffen. Bereits 1860 hatte er von seinem Vater den fortan nachgeordneten Titel Baronet, of Wemyss Bay, in the Parish of Inverkip, in the County of Renfrew, geerbt, der diesem am 24. Juni 1889 in der Baronetage of the United Kingdom verliehen worden war.
Beide Titel erloschen beim Tod seines Enkels, des 4. Barons, am 18. Juni 1957.

## Liste der Titelinhaber

### Burns Baronets, of Wemyss Bay (1889)
- Sir George Burns, 1. Baronet (1795–1890)
- Sir John Burns, 2. Baronet (1829–1901) (1897 zum Baron Inverclyde erhoben)

### Barons Inverclyde (1897)
- John Burns, 1. Baron Inverclyde (1829–1901)
- George Burns, 2. Baron Inverclyde (1861–1905)
- James Burns, 3. Baron Inverclyde (1864–1919)
- Alan Burns, 4. Baron Inverclyde (1897–1957)